# Herbert Draper
Pour les articles homonymes, voir Draper.
Herbert James Draper (né à Londres en novembre 1863 - mort dans sa ville natale le 22 septembre 1920) est un peintre britannique de l'époque victorienne.

## Biographie
Draper fait ses études artistiques à la  Royal Academy de Londres et effectue plusieurs voyages de formation à Paris et à Rome entre 1888 et 1892. Dans les années 1890, il effectue également un travail d'illustration. En 1891, il épouse Ida ; ils auront une fille.
En 1894, commence sa période la plus productive. Il se concentre surtout sur les thèmes mythologiques de la Grèce antique. Son tableau « Pleurs pour Icare » (1898) remporte la médaille d'or de l'Exposition Universelle de Paris en 1900.
Bien qu'il ne soit ni membre ni associé à la Royal Academy, il prend part aux expositions annuelles à partir de 1897. Il devient un portraitiste connu mais sa popularité faiblit à la fin de sa vie et il est maintenant presque oublié.

## Œuvres
- Ulysse et les sirènes, (1909), Ferens Art Gallery, Kingston-upon-Hull. À Londres
- Pleurs pour Icare (1898).
- Pot pourri (1897), Tate Gallery, London. (tableau ci-dessous sans titre).
- La toison d'or (1904).
- Alcyone (1915).
- Poisson volant (1910).
- Lamia (1910).
- Les Walkyries éveillées.
- Mélodies de la mer
- Arianne
- Les portes de l'aube
- Le jour et l'aurore
- Les perles d'Aphrodite
- Bébé de l'eau
- Le jardin enchanté
- Le kelpie
- La nymphe de l'eau
- Lancelot et Guenièvre
- La colère du dieu de la mer
- Ballerine
- La saint-Dorothée
- Réveil
- Tristan et Iseult
- La jeune fille de la piscine
- Brumes de montagne
- Arcadia

|                          |
| Pleurs pour Icare (1898) |

|                |
| Poisson volant |

|            |
| Pot Pourri |

|                   |
| The Kelpie (1913) |